# Марія Кастильська, королева Арагону
Марія Кастильська (ісп. María de Castilla; нар. 1 січня 1401, Сеговія, Кастилія — пом. 4 жовтня 1458, Валенсія, Валенсія) — донька короля Кастилії і Леона Енріке III з роду Трастамара, принцеса Астурії; в шлюбі — королева Арагона, Валенсії, Майорки, Сицилії, Сардинії і Корсики, Неаполя, графиня Барселони та інших земель Каталонії.

## Походження та ранні роки
Марія Кастильська народилась в перший день 1401 року. Вона була старшою донькою Енріке III, короля Кастилії і Леона та Катерини Ланкастерської, єдиної доньки Джона Гентського, герцога Ланкастерського і його другої дружини Констанції Кастильскої. По материнській лінії Марія була спадкоємицею англійських і французьких королів. Хрещеною матір'ю дівчинки була тітка її матері — черниця Марія де Аяла, позашлюбна дочка кастильського короля Педро I.
Навчання юної принцеси було доручено поетові Педро Гонсалесу де Мендосі та Інес де Айала-і-Толедо, сеньйорі де Касаррубіос-дель-Монте . Будучи старшою дитиною правлячого короля, Марія Кастильська отримала титул принцеси Астурійської, а 6 січня 1402 року Кортеси Толедо визнали її передбачуваною спадкоємицею престолу, оскільки на той момент інших спадкоємців, в тому числі і чоловічої статі, її батько не мав. Тоді ж була досягнута домовленість про заручини Марії з двоюрідним братом — інфантом Альфонсо Арагонським, сином Фернанда I, короля Арагону. Такий шлюбний союз повинен був зміцнити становище Марії як спадкоємиці престолу, однак у 1405 році, після народження молодшого брата — інфанта Хуана, статус спадкоємиці був нею втрачений. З цього моменту дівчинка стала іменуватися інфантою Марією .
Дитинство інфанти було цілком щасливим; крім того, вона не відчувала ніяких проблем зі здоров'ям аж до вступу в шлюб. Батько Марії помер у 1406 році і новим королем став однорічний брат інфанти. Мати дівчинки стала регентом при малолітньому синові, сама ж Марія знову отримала статус передбачуваної спадкоємиці. Найближчі стосунки у Марії склалися саме з матір'ю, з якою вона продовжувала вести регуляргне листування і після одруження .

## Шлюб
Заручини між Марією і Альфонсо не були формалізовані до тих пір, поки інфанті не виповнилося сім років, проте вона була підтверджена останньою волею Енріке III. У своєму заповіті батько Марії також обмовив майбутні шлюби інших своїх дітей, всі вони були пов'язані з королівським домом Арагона: брат Марії, Хуан, повинен був одружитися з сестрою Альфонсо — Марією Арагонською, а сестра інфанти, Катерина, мала стати дружиною брата Альфонсо — Енріке Арагонського .
12 червня 1415 року в кафедральному соборі Валенсії відбулося вінчання Марії і Альфонсо; церемонію провів антипапа Бенедикт XIII, який також видав дозвіл на шлюб парі . Наречена принесла велике придане у вигляді земель і численних доходів, її чоловікові було присвоєно титул інфанта Кастилії. Однак сімейне щастя подружжя похитнулося через дії членів сім'ї чоловіка. Пізніше брат Марії, король Хуан, скаржився, що придане було занадто великим і що насправді це була найбільше придане, яке коли-небудь отримувала інфанта Кастилії  .
Сімейне життя молодят затьмарювалася політикою, що проводилася свекром інфанти, а також втручанням в їх особисте життя матері Альфонсо Елеонори Альбукеркської. Крім того, незабаром після весілля проявилися проблеми зі здоров'ям Марії: вона страждала на епілепсію, а також перехворіла віспою, через що на обличчі інфанти залишилися шрами. Перші регули у Марії прийшли тільки в шістнадцять років, через що довелося відкласти консумацію шлюбу. У перші роки шлюбу Марія була щаслива, але в подальшому відсутність дітей перетворило їх шлюб на звичайний політичний союз і дуже вплинуло на особисті відносини інфанти з чоловіком і його правління. Відносини між подружжям остаточно зруйнувалися в 1423 році, коли після повернення Альфонсо з Неаполя, Марія дізналася про наявність у нього коханки-італійки Жіралдони Карліно, яка через два роки народила Альфонсо сина Фернандо. Глибоко засмучена зрадою чоловіка, Марія повідомила чоловікові неправдиві новини про смерть його матері. Марія і Альфонсо зберігали шлюб лише з політичних міркувань  .

## Королева Арагона

Герб Марії в шлюбі.
Надвоє: праворуч — герб Арагонського королівства (в золотому полі чотири червених вузьких стовпа); ліворуч — герб королівства Кастилії і Леона (щит розсічений і пересічений: в першій і четвертій частинах в червленому полі золотий з блакиттю замок [Кастилія], у другій і третій частинах у срібному полі ліловий лев, що стоїть на лапах та озброєний червленью [Леон]). Щит увінчано золотою королівською короною, прикрашеною червленими і зеленими самоцвітами

Менше ніж через рік 1 квітня 1416 року помер король Арагона Фернандо I Справедливий і трон успадкував чоловік Марії. Хвороба не дозволила Марії бути присутньою на похоронах царственого свекра. Не змогла вона бути і на похоронах власної матері в 1418 році. Як і багато інших королев Арагона, Марія не була коронована. Господинею при королівському дворі продовжувала залишатися її честолюбна свекруха, яка всупереч традиціям не готувала невістку до ролі королеви. Молода королева з'являлася на публіці лише в разі крайньої необхідності і утримувалася від участі в політичному житті країни, поступившись своїм місцем свекрусі. Марія опинилася в центрі суспільної уваги тільки тоді, коли здоров'я королеви-матері похитнулося .
У 1420 році Альфонсо II вирушив до Неаполітанського королівства, щоб підтвердити своє право на його трон; він не бажав довіряти регентство будь-кому з його амбітних і ненадійних братів, які штовхали країну до війни з Кастилиєю. Незважаючи на невдачу в сімейному житті, Альфонсо, більше довіряв дружині, ніж іншим родичам, оголосив Марію регентом і перед своїм від'їздом видав документ, який надавав королеві владу, що поступалася лише його власній владі, і право управляти так, як якщо б вона була ним самим . Під час всього правління чоловіка Марія, яка отримала титул генерал-лейтенанта, за його відсутності керувала країною. У той час як в особисту свиту королеви входили головним чином кастильці, на державні пости вона призначала виключно каталонців, що сприяло її популярності і спокійній роботі двору  .
Марія двічі виконувала обов'язки регента — з 1420 до 1423 роки і з 1432 року до смерті чоловіка в 1458 році. Вона змогла врегулювати конфлікти з городянами і селянами, що вибухали під час правління її чоловіка. Коли король Альфонсо II потрапив у полон після поразки в битві під Понце в Італії 5 серпня 1435 року його дружина зібрала кошти і домовилася про викуп чоловіка. Марія від імені чоловіка уклала в Вальядоліді угоду між Арагоном і Кастилією, яку також від імені чоловіка представляла Марія Арагонська, дружина її брата . У 1454 році, після смерті брата, Марія поїхала до Кастилії на переговори з новим королем, своїм племінником Енріке IV. Марія залишалася в Аревало до 1457 року; потім вона повернулася додому , де 27 червня 1458 року овдовіла.
Сама Марія померла три місяці по тому, 4 жовтня 1458 року у Валенсії і була похована тут же в монастирі Святої Трійці.